# Fabian Hamilton
Fabian Uziell-Hamilton, född 12 april 1955 i London i England, är en brittisk politiker (Labour). Han är ledamot av underhuset för Leeds North East sedan 1997.